# Selkirk—Interlake—Eastman
Circonscription électorale fédérale du Canada
Selkirk—Interlake—Eastman (auparavant Selkirk—Interlake) est une circonscription électorale fédérale canadienne dans la province du Manitoba. Elle comprend essentiellement cette partie de la province connue sous le nom d'Interlake, soit la région qui se trouve entre les lacs Manitoba et Winnipegosis à l'ouest et le lac Winnipeg à l'est.
Les circonscriptions limitrophes sont Churchill, Dauphin—Swan River—Marquette, Portage—Lisgar, Charleswood—St. James—Assiniboia, Winnipeg-Centre, Winnipeg-Nord, Kildonan—St. Paul et Provencher.

## Historique
La circonscription de Selkirk—Interlake a été créée en 1976 avec des parties de Portage, Selkirk et de Winnipeg-Sud-Centre. Abolie en 1987, elle fut divisée parmi Selkirk, Portage—Interlake, Provencher et Churchill.
La circonscription de Selkirk—Interlakes réapparut en 1996 avec des parties de Selkirk—Red River, Portage—Interlake, Provencher et Churchill.
1979 - 1988
| Législature                                                            | Années    | Député | Député         | Parti        |
| ---------------------------------------------------------------------- | --------- | ------ | -------------- | ------------ |
| Selkirk—Interlake issue de Portage, Selkirk et Winnipeg-Sud-Centre     |           |        |                |              |
| 31e                                                                    | 1979–1980 |        | Terry Sargeant | NPD          |
| 32e                                                                    | 1980–1984 |        | Terry Sargeant | NPD          |
| 33e                                                                    | 1984–1988 |        | Felix Holtmann | Conservateur |
| Redistribuée parmi Selkirk, Portage—Interlake, Provencher et Churchill |           |        |                |              |

1997 - .......
| Législature                                                              | Années        | Député      | Député          | Parti               |
| ------------------------------------------------------------------------ | ------------- | ----------- | --------------- | ------------------- |
| Recréée de Selkirk—Red River, Portage—Interlake, Provencher et Churchill |               |             |                 |                     |
| 36e                                                                      | 1997–2000     |             | Howard Hilstrom | Réformiste          |
| 36e                                                                      | 2000-2000     |             | Howard Hilstrom | Alliance canadienne |
| 37e                                                                      | 2000–2003     |             | Howard Hilstrom | Alliance canadienne |
| 37e                                                                      | 2003-2004     |             | Howard Hilstrom | Conservateur        |
| 38e                                                                      | 2004–2006     | James Bezan |                 | Conservateur        |
| 39e                                                                      | 2006–2008     | James Bezan |                 | Conservateur        |
| 40e                                                                      | 2008–2011     | James Bezan |                 | Conservateur        |
| 41e                                                                      | 2011–2015     | James Bezan |                 | Conservateur        |
| Selkirk—Interlake—Eastman                                                |               |             |                 |                     |
| 42e                                                                      | 2015–2019     |             | James Bezan     | Conservateur        |
| 43e                                                                      | 2019–2021     |             | James Bezan     | Conservateur        |
| 44e                                                                      | 2021–2025     |             | James Bezan     | Conservateur        |
| 45e                                                                      | 2025–en cours |             | James Bezan     | Conservateur        |

## Résultats électoraux
Modèle:Élection générale canadienne de 2025 — Selkirk—Interlake—Eastman
|       | Candidat        | Parti             | # de voix | % des voix |
|       | (X) James Bezan | Conservateur      | +25 617,  | 51,9 %     |
|       | Joanne Levy     | Libéral           | +15 508,  | 31,42 %    |
|       | Deborah Chief   | NPD               | +05 649,  | 11,44 %    |
|       | Wayne James     | Vert              | +01 707,  | 3,46 %     |
|       | Donald L. Grant | Parti libertarien | +00882,   | 1,79 %     |
| Total | Total           | Total             | 49 363    | 100 %      |

|       | Candidat        | Parti        | # de voix | % des voix |
|       | (x) James Bezan | Conservateur | +26 848,  | 65,19 %    |
|       | Duncan Geisler  | Libéral      | +01 980,  | 4,81 %     |
|       | Sean Palsson    | NPD          | +10 933,  | 26,55 %    |
|       | Don Winstone    | Vert         | +01 423,  | 3,46 %     |
| Total | Total           | Total        | 41 184    | 100 %      |

|       | Candidat        | Parti        | # de voix | % des voix |
|       | James Bezan     | Conservateur | +23 312,  | 60,64 %    |
|       | Kevin Walsh     | Libéral      | +03 203,  | 8,33 %     |
|       | Pat Cordner     | NPD          | +09 506,  | 24,73 %    |
|       | Glenda Whiteman | Vert         | +02 126,  | 5,53 %     |
|       | Jane MacDiarmid | Héritage     | +00295,   | 0,77 %     |
| Total | Total           | Total        | 38 442    | 100 %      |